# Selangor
Selangor (Jawi: سلنجور, població 5.3 milions) és un dels 13 estats de Malàisia. És situat a la part oriental de la península de Malaca i envoltat pels de Perak al nord, Pahang a l'est, Negeri Sembilan al sud i l'Estret de Malaca a l'oest. Envolta totalment els territoris federals de Kuala Lumpur i Putrajaya. Selangor també és conegut pel nom honorífic àrab, Darul Ehsan ("Residència de sinceritat"). La capital estatal és Shah Alam I la capital reial és Kelang. El tercer centre urbà més gran és Petaling Jaya declarat ciutat el 20 de juny de 2006.
El nom Selangor potser prové del malai selangau, ' mosca' (Musca vicina), potser per l'abundor d'aquests insectes als marges del Riu Selangor al nord-oest de l'estat.
Selangor és l'estat més poblat de Malàisia, mercès al ràpid creixement econòmic provocat per la indústria, i el creixement de la conurbació de Kuala Lumpur (coneguda com a Klang Valley).
Selangor és una monarquia constitucional hereditària, governada des del 2001 pel soldà Sharafuddin Idris Shah. El Menteri Besar (primer ministre) és Azmin Ali, del Partit de la Justícia Popular.

## Districtes
Selangor es divideix en 9 districtes (daerah) administratius:
- Petaling (ڨتاليڠ); incloent Shah Alam la capital de l'estat
- Sepang (سڨڠ)
- Hulu Langat (هولو لاڠت)
- Gombak (ڭومبق)
- Hulu Selangor (هولو سلاڠور)
- Kuala Langat (كوالا لاڠت)
- Klang (كلڠ)
- Kuala Selangor (كوالا سلاڠور)
- Sabak Bernam (سابق برنم)